# Кларк, Джонатан (футболист)
Джонатан Кларк (англ. Jonathan Clark; 12 ноября 1958) — валлийский футболист, полузащитник. Выступал за английские клубы «Манчестер Юнайтед», «Дерби Каунти», «Престон Норт Энд», «Бери» и «Карлайл Юнайтед», а также за школьную сборную Уэльса и сборную Уэльса до 21 года.

## Клубная карьера
Уроженец Суонси, Кларк выступал в юношеской команде местного клуба «Хафод Брадерхуд». В марте 1975 года присоединился к футбольной академии «Манчестер Юнайтед», а в ноябре того же года подписал с клубом профессиональный контракт. 10 ноября 1976 года 17-летний Кларк дебютировал в основном составе «Юнайтед» в матче Первого дивизиона против «Сандерленда», выйдя на замену Колину Уолдрону. Это было его единственное появление в официальных матчах за «Манчестер Юнайтед». В сентябре 1978 года 
Кларк был продан в «Дерби Каунти» за 50 тысяч фунтов.
С 1978 по 1981 год Кларк выступал за «Дерби Каунти». В 1981 году стал игроком клуба «Престон Норт Энд». В 1985 году был признан лучшим игроком года в составе клуба. С 22 марта (после ухода из клуба Брайана Кидда) по 3 мая 1986 года был временно исполняющим обязанности главного тренера «Престон Норт Энд» (10 матчей, в том числе 5 побед подряд). Всего за «Престон Норт Энд» Кларк сыграл 135 матчей и забил 11 голов.
В дальнейшем выступал за «Бери» и «Карлайл Юнайтед».

## Карьера в сборной
Выступал за школьную сборную Уэльса. Также провёл два матча за сборную Уэльса до 21 года.

## Тренерская статистика
| Команда          | Страна | Начало работы | Окончание работы | Результаты | Результаты | Результаты | Результаты | Результаты |
| Команда          | Страна | Начало работы | Окончание работы | И          | В          | Н          | П          | % побед    |
| ---------------- | ------ | ------------- | ---------------- | ---------- | ---------- | ---------- | ---------- | ---------- |
| Престон Норт Энд | Англия | 22 марта 1986 | 3 мая 1986       | 10         | 5          | 2          | 3          | 050,00     |
| Всего            | Всего  | Всего         | Всего            | 10         | 5          | 2          | 3          | 050,00     |